# もう軍備はいらない
『もう軍備はいらない』（もうぐんびはいらない）とは、坂口安吾による随筆である。東京で戦争を経験した安吾の率直な感想が述べられている。

## 発表経過
1952年（昭和27年）10月、文藝春秋『文學界』に掲載された。